# Lampranthus inconspicuus
Lampranthus inconspicuus es una especie de planta suculenta perteneciente a la familia de las aizoáceas. Es originaria de Sudáfrica.

## Descripción
Es una pequeña planta suculenta perennifolia que alcanza un tamaño de 25 cm de altura, con flores de color violeta, a una altitud de 100 - 340 metros en Sudáfrica.

## Taxonomía
Lampranthus inconspicuus fue descrita por  (Haw.) Schwantes, y publicado en Repert. Spec. Nov. Regni Veg. 43: 229 1938.
Etimología
Lampranthus: nombre genérico que deriva de las palabras griegas: lamprós = "brillante" y ánthos = "flor".
inconspicuus: epíteto latino que significa "discreto".
- Mesembryanthemum inconspicuum Haw. (1826) basónimo
- Lampranthus incurvus (Haw.) Schwantes (1938)
- Mesembryanthemum incurvum Haw. (1803)[3][4]